# UCI WorldTour Femenino 2024
El UCI WorldTour Femenino 2024 fue la novena edición del máximo calendario ciclista femenino a nivel mundial.
El calendario tuvo 28 carreras. Comenzó el 12 de enero con la disputa de la Santos Women's Tour en Australia, y finalizó el 20 de octubre con el Tour de Guangxi Femenino en la República Popular de China.

## Equipos
Para la temporada 2024 los equipos UCI Team Femenino fueron 15:
| Nombre                     | País           | Código UCI |
| -------------------------- | -------------- | ---------- |
| AG Insurance-Soudal Team   | Bélgica        | AGS        |
| Canyon SRAM Racing         | Alemania       | CSR        |
| Ceratizit-WNT Pro Cycling  | Alemania       | WNT        |
| FDJ-SUEZ                   | Francia        | FST        |
| Fenix-Deceuninck           | Bélgica        | FED        |
| Human Powered Health       | Estados Unidos | HPW        |
| Lidl-Trek                  | Estados Unidos | LTK        |
| Team Jayco AlUla           | Australia      | LAJ        |
| Movistar Team              | España         | MOV        |
| Israel-Premier Tech Roland | Suiza          | CGS        |
| Team dsm-firmenich         | Países Bajos   | DFP        |
| Team SD Worx               | Países Bajos   | SDW        |
| Team Visma-Lease a Bike    | Países Bajos   | TVL        |
| UAE Team ADQ               | EAU            | UAD        |
| Uno-X Mobility             | Noruega        | UXM        |

## Carreras
| UCI World Tour Femenino 2024   | UCI World Tour Femenino 2024 | UCI World Tour Femenino 2024             | UCI World Tour Femenino 2024 | UCI World Tour Femenino 2024 |
| Fecha                          | País                         | Carrera                                  | Ganador                      |                              |
| ------------------------------ | ---------------------------- | ---------------------------------------- | ---------------------------- | ---------------------------- |
| 12 – 14 de enero               | Australia                    | Santos Women's Tour                      | Sarah Gigante                |                              |
| 27 de ene                      | Australia                    | Cadel Evans Great Ocean Road Race Women  | Rosita Reijnhout             |                              |
| 8 – 11 de febrero              | Emiratos Árabes Unidos       | UAE Tour women                           | Lotte Kopecky                |                              |
| 24 de feb                      | Bélgica                      | Omloop Het Nieuwsblad femenina           | Marianne Vos                 |                              |
| 2 de mar                       | Italia                       | Strade Bianche femenina                  | Lotte Kopecky                |                              |
| 10 de mar                      | Países Bajos                 | Tour de Drenthe femenino                 | Lorena Wiebes                |                              |
| 17 de mar                      | Italia                       | Trofeo Alfredo Binda-Comune di Cittiglio | Elisa Balsamo                |                              |
| 21 de mar                      | Bélgica                      | Tres Días Brujas-La Panne femenina       | Elisa Balsamo                |                              |
| 24 de mar                      | Bélgica                      | Gante-Wevelgem femenina                  | Lorena Wiebes                |                              |
| 31 de mar                      | Bélgica                      | Tour de Flandes femenino                 | Elisa Longo Borghini         |                              |
| 6 de abr                       | Francia                      | París-Roubaix femenina                   | Lotte Kopecky                |                              |
| 14 de abr                      | Países Bajos                 | Amstel Gold Race femenina                | Marianne Vos                 |                              |
| 17 de abr                      | Bélgica                      | Flecha Valona Femenina                   | Katarzyna Niewiadoma         |                              |
| 21 de abr                      | Bélgica                      | Lieja-Bastoña-Lieja Femenina             | Grace Brown                  |                              |
| 28 de abril – 5 de mayo        | España                       | La Vuelta Femenina                       | Demi Vollering               |                              |
| 10 – 12 de mayo                | España                       | Itzulia Women                            | Demi Vollering               |                              |
| 16 – 19 de mayo                | España                       | Vuelta a Burgos Féminas                  | Demi Vollering               |                              |
| 24 – 26 de mayo                | Reino Unido                  | RideLondon Classique                     | Lorena Wiebes                |                              |
| 6 – 9 de junio                 | Reino Unido                  | The Women's Tour                         | Lotte Kopecky                |                              |
| 15 – 18 de junio               | Suiza                        | Vuelta a Suiza Femenina                  | Demi Vollering               |                              |
| 7 – 14 de julio                | Italia                       | Giro de Italia Femenino                  | Elisa Longo Borghini         |                              |
| 12 – 18 de agosto              | Francia                      | Tour de Francia Femenino                 | Katarzyna Niewiadoma         |                              |
| 24 de ago                      | Francia                      | Gran Premio Femenino de Plouay           | Mischa Bredewold             |                              |
| 27 de agosto – 1 de septiembre | Noruega                      | Tour de Escandinavia                     | cancelada                    |                              |
| 6 – 8 de septiembre            | Suiza                        | Tour de Romandie Féminin                 | Lotte Kopecky                |                              |
| 8 – 13 de octubre              | Países Bajos                 | Boels Ladies Tour                        | Lotte Kopecky                |                              |
| 15 – 17 de octubre             | República Popular China      | Tour de la Isla de Chongming             | Marta Lach                   |                              |
| 20 de oct                      | República Popular China      | Tour de Guangxi Femenino                 | Sandra Alonso                |                              |

## Baremo 2024
Todas las carreras otorgaron puntos para el UCI World Ranking Femenino, incluyendo a todas las corredoras de los equipos de categoría UCI Team Femenino.
El baremo de puntuación es el mismo para todos las carreras, pero las carreras por etapas (2.WWT), otorgan puntos adicionales por las victorias de etapa y por vestir la camiseta del líder de la clasificación general:
| Posición              | 1.ª | 2.ª | 3.ª | 4.ª | 5.ª | 6.ª | 7.ª | 8.ª | 9.ª | 10.ª | 11.ª | 12.ª | 13.ª | 14.ª | 15.ª | 16.ª-20.ª | 21.ª-30.ª | 31.ª-40.ª |
| Clasificación general | 400 | 320 | 260 | 220 | 180 | 140 | 120 | 100 | 80  | 68   | 56   | 48   | 40   | 32   | 28   | 24        | 16        | 8         |
| Por etapa             | 50  | 40  | 30  | 25  | 20  | 18  | 15  | 10  | 8   | 6    |      |      |      |      |      |           |           |           |
| Líder                 | 8   |     |     |     |     |     |     |     |     |      |      |      |      |      |      |           |           |           |
| Mejor joven           | 6   | 4   | 2   |     |     |     |     |     |     |      |      |      |      |      |      |           |           |           |

## Clasificaciones finales
Estas fueron las clasificaciones finales:
Nota: ver Baremos de puntuación

### Clasificación individual
| Posición | Corredora            | Equipo                | Puntos  |
| -------- | -------------------- | --------------------- | ------- |
| 1.ª      | Lotte Kopecky        | SD Worx-Protime       | 4596    |
| 2.ª      | Demi Vollering       | SD Worx-Protime       | 4175,29 |
| 3.ª      | Elisa Longo Borghini | Lidl-Trek             | 3327,14 |
| 4.ª      | Lorena Wiebes        | SD Worx-Protime       | 2839    |
| 5.ª      | Elisa Balsamo        | Lidl-Trek             | 2406    |
| 6.ª      | Katarzyna Niewiadoma | Canyon SRAM Racing    | 2141    |
| 7.ª      | Marianne Vos         | Visma \| Lease a Bike | 1705,71 |
| 8.ª      | Juliette Labous      | dsm-firmenich PostNL  | 1609,14 |
| 9.ª      | Évita Muzic          | FDJ-SUEZ              | 1584,57 |
| 10.ª     | Neve Bradbury        | Canyon SRAM Racing    | 1578    |

| Posiciones 11.ª a la 20.ª | Posiciones 11.ª a la 20.ª | Posiciones 11.ª a la 20.ª | Posiciones 11.ª a la 20.ª |
| ------------------------- | ------------------------- | ------------------------- | ------------------------- |
| 11.ª                      | Charlotte Kool            | dsm-firmenich PostNL      | 1296,14                   |
| 12.ª                      | Pfeiffer Georgi           | dsm-firmenich PostNL      | 1158                      |
| 13.ª                      | Pauliena Rooijakkers      | Fenix-Deceuninck          | 1146                      |
| 14.ª                      | Karlijn Swinkels          | UAE ADQ                   | 115                       |
| 15.ª                      | Gaia Realini              | Lidl-Trek                 | 1114,14                   |
| 16.ª                      | Shirin van Anrooij        | Lidl-Trek                 | 1076                      |
| 17.ª                      | Puck Pieterse             | Fenix-Deceuninck          | 1062                      |
| 18.ª                      | Elise Chabbey             | Canyon SRAM Racing        | 1060                      |
| 19.ª                      | Mavi García               | Liv AlUla Jayco           | 1053,14                   |
| 20.ª                      | Mischa Bredewold          | SD Worx-Protime           | 920,29                    |

### Clasificación por equipos
Esta clasificación se calculó sumando los puntos de las corredoras de cada equipo o selección en cada carrera. Los equipos con el mismo número de puntos se clasificaron de acuerdo a su corredora mejor clasificada.
| Posición | País                 | Puntos    |
| -------- | -------------------- | --------- |
| 1.º      | SD Worx-Protime      | 14 384,03 |
| 2.º      | Lidl-Trek            | 9840,98   |
| 3.º      | Canyon SRAM Racing   | 7744      |
| 4.º      | dsm-firmenich PostNL | 5794,98   |
| 5.º      | Liv AlUla Jayco      | 4499,98   |

### Clasificación sub-23
| Posición | Corredora           | Equipo             | Puntos |
| -------- | ------------------- | ------------------ | ------ |
| 1.ª      | Shirin van Anrooij  | Lidl-Trek          | 44     |
| 2.ª      | Puck Pieterse       | Fenix-Deceuninck   | 36     |
| 3.ª      | Neve Bradbury       | Canyon SRAM Racing | 32     |
| 4.ª      | Eleonora Gasparrini | UAE ADQ            | 18     |
| 5.ª      | Antonia Niedermaier | Canyon SRAM Racing | 16     |

## Evolución de las clasificaciones
| Carrera (Vencedora)                                          | Clasificación individual | Clasificación por equipos | Clasificación sub-23 |
| ------------------------------------------------------------ | ------------------------ | ------------------------- | -------------------- |
| Tour Down Under femenino (Sarah Gigante)                     | Sarah Gigante            | AG Insurance-Soudal       | Nienke Vinke         |
| Deakin University Elite Women's Road Race (Rosita Reijnhout) | Dominika Włodarczyk      | AG Insurance-Soudal       | Rosita Reijnhout     |
| UAE Tour femenino (Lotte Kopecky)                            | Neve Bradbury            | Lidl-Trek                 | Neve Bradbury        |
| Omloop Het Nieuwsblad femenino (Marianne Vos)                | Lotte Kopecky            | Lidl-Trek                 | Neve Bradbury        |
| Strade Bianche femenina (Lotte Kopecky)                      | Lotte Kopecky            | Lidl-Trek                 | Shirin van Anrooij   |
| Tour de Drenthe femenino (Lorena Wiebes)                     | Lotte Kopecky            | SD Worx-Protime           | Puck Pieterse        |
| Trofeo Alfredo Binda-Comune di Cittiglio (Elisa Balsamo)     | Lotte Kopecky            | SD Worx-Protime           | Puck Pieterse        |
| Clásica Brujas-La Panne femenina (Elisa Balsamo)             | Lotte Kopecky            | Lidl-Trek                 | Puck Pieterse        |
| Gante-Wevelgem femenina (Lorena Wiebes)                      | Lotte Kopecky            | Lidl-Trek                 | Puck Pieterse        |
| Tour de Flandes femenino (Elisa Longo Borghini)              | Lotte Kopecky            | Lidl-Trek                 | Puck Pieterse        |
| París-Roubaix femenina (Lotte Kopecky)                       | Lotte Kopecky            | Lidl-Trek                 | Puck Pieterse        |
| Amstel Gold Race femenina (Marianne Vos)                     | Lotte Kopecky            | Lidl-Trek                 | Puck Pieterse        |
| Flecha Valona Femenina (Katarzyna Niewiadoma)                | Lotte Kopecky            | Lidl-Trek                 | Puck Pieterse        |
| Lieja-Bastoña-Lieja Femenina (Grace Brown)                   | Lotte Kopecky            | Lidl-Trek                 | Puck Pieterse        |
| Vuelta a España femenina (Demi Vollering)                    | Elisa Longo Borghini     | SD Worx-Protime           | Puck Pieterse        |
| Vuelta al País Vasco Femenina (Demi Vollering)               | Elisa Longo Borghini     | SD Worx-Protime           | Shirin van Anrooij   |
| Vuelta a Burgos Féminas (Demi Vollering)                     | Demi Vollering           | SD Worx-Protime           | Shirin van Anrooij   |
| RideLondon Classique (Lorena Wiebes)                         | Demi Vollering           | SD Worx-Protime           | Shirin van Anrooij   |
| Vuelta a Gran Bretaña femenina (Lotte Kopecky)               | Lotte Kopecky            | SD Worx-Protime           | Shirin van Anrooij   |
| Vuelta a Suiza Femenina (Demi Vollering)                     | Demi Vollering           | SD Worx-Protime           | Shirin van Anrooij   |
| Giro de Italia Femenino (Elisa Longo Borghini)               | Lotte Kopecky            | SD Worx-Protime           | Shirin van Anrooij   |
| Tour de Francia Femenino (Katarzyna Niewiadoma)              | Demi Vollering           | SD Worx-Protime           | Shirin van Anrooij   |
| Gran Premio Femenino de Plouay (Mischa Bredewold)            | Demi Vollering           | SD Worx-Protime           | Shirin van Anrooij   |
| Tour de Romandía Femenino (Lotte Kopecky)                    | Demi Vollering           | SD Worx-Protime           | Shirin van Anrooij   |
| Simac Ladies Tour (Lotte Kopecky)                            | Lotte Kopecky            | SD Worx-Protime           | Shirin van Anrooij   |
| Tour de la Isla de Chongming (Marta Lach)                    | Lotte Kopecky            | SD Worx-Protime           | Shirin van Anrooij   |
| Tour de Guangxi Femenino (Sandra Alonso)                     | Lotte Kopecky            | SD Worx-Protime           | Shirin van Anrooij   |
| Final                                                        | Lotte Kopecky            | SD Worx-Protime           | Shirin van Anrooij   |